# Cyphacris picticornis
Cyphacris picticornis är en insektsart som först beskrevs av Scudder, S.H. 1890.  Cyphacris picticornis ingår i släktet Cyphacris och familjen gräshoppor. Inga underarter finns listade i Catalogue of Life.